# Amante Muito Louca
Amante Muito Louca é um filme brasileiro de 1973, do gênero comédia, dirigido por Denoy de Oliveira.
Apesar do estilo pornochanchada, é uma comédia de costumes muito bem realizada e premiada, uma sátira cruel e bem-humorada da classe média brasileira do início dos anos 70.

## Sinopse
Conta a história de um gerente bancário, com uma esposa submissa e dois filhos adolescentes vagabundos. Ele possui um "fusca" e uma casa na praia, e também uma amante completamente maluca. O gerente entra em desespero quando, durante as férias na praia, a amante resolve ir atrás dele e acaba se envolvendo com seu filho.[carece de fontes?]

## Elenco
- Tereza Raquel.... Brigite
- Cláudio Corrêa e Castro.... Amâncio
- Stepan Nercessian.... Júnior
- Beatriz Veiga.... Carlota
- Jô Soares.... diretor
- Marisa Sommer.... Angélica
- Carvalhinho.... Lacraia
- Alcione Mazzeo.... dançarina

## Principais prêmios e indicações
Festival de Gramado 1974
- Venceu nas categorias de Melhor Atriz (Tereza Raquel) e Melhor Direção[1]
- Stepan Nercessian recebeu o Prêmio Especial do Júri e prêmio de Ator Revelação[1]
- Prêmio da Crítica de Melhor Filme[1]

Prêmio Governador do Estado de São Paulo 1975
- Prêmio de Melhor Direção[1]

Prêmio Coruja de Ouro 1973 (INC)
- Melhor Atriz: Tereza Rachel[1]

Troféu APCA 1975 (APCA)
- Venceu nas categorias de Melhor Diretor e Melhor Cenografia[1]